# Llista de topònims de Balaguer
Llista de topònims (noms propis de lloc) del municipi de Balaguer, a la Noguera
Informació actualitzada per un bot. Els canvis manuals es perdran quan s'actualitzi!

## cabana
| imatge | Nom                          | Ubicat a | instància de | Detalls | coordenades                                                          | Protecció | Commons (més fotos) | Dades a WD                    |
| ------ | ---------------------------- | -------- | ------------ | ------- | -------------------------------------------------------------------- | --------- | ------------------- | ----------------------------- |
|        | cabana d'en Giralt           | Balaguer | cabana       |         | 41° 45′ 03″ N, 0° 46′ 35″ E / 41.7509536267684°N,0.776386906157418°E |           |                     | Modifica les dades a Wikidata |
|        | cabana de Falonga            | Balaguer | cabana       |         | 41° 45′ 36″ N, 0° 47′ 49″ E / 41.759886698329°N,0.796887837341236°E  |           |                     | Modifica les dades a Wikidata |
|        | cabana de Vicenç Pasqual     | Balaguer | cabana       |         | 41° 45′ 29″ N, 0° 46′ 30″ E / 41.7581843176533°N,0.77492234691938°E  |           |                     | Modifica les dades a Wikidata |
|        | cabana de l'Altisent         | Balaguer | cabana       |         | 41° 47′ 19″ N, 0° 44′ 43″ E / 41.7886697286839°N,0.745335497305535°E |           |                     | Modifica les dades a Wikidata |
|        | cabana de l'Amador           | Balaguer | cabana       |         | 41° 46′ 56″ N, 0° 48′ 17″ E / 41.7821133248439°N,0.804838525431345°E |           |                     | Modifica les dades a Wikidata |
|        | cabana de la Cobaua          | Balaguer | cabana       |         | 41° 45′ 17″ N, 0° 44′ 46″ E / 41.754717298231°N,0.74600181178187°E   |           |                     | Modifica les dades a Wikidata |
|        | cabana de la Revella         | Balaguer | cabana       |         | 41° 47′ 26″ N, 0° 46′ 28″ E / 41.7905439092912°N,0.774464985608821°E |           |                     | Modifica les dades a Wikidata |
|        | cabana del Baqueta           | Balaguer | cabana       |         | 41° 44′ 23″ N, 0° 45′ 43″ E / 41.7396606235764°N,0.762058385278179°E |           |                     | Modifica les dades a Wikidata |
|        | cabana del Barret            | Balaguer | cabana       |         | 41° 46′ 38″ N, 0° 48′ 07″ E / 41.7772147670552°N,0.802057858406821°E |           |                     | Modifica les dades a Wikidata |
|        | cabana del Benavarri         | Balaguer | cabana       |         | 41° 46′ 34″ N, 0° 47′ 38″ E / 41.7761824064885°N,0.793779261158111°E |           |                     | Modifica les dades a Wikidata |
|        | cabana del Bonico            | Balaguer | cabana       |         | 41° 45′ 56″ N, 0° 47′ 58″ E / 41.7656464097104°N,0.79948159409262°E  |           |                     | Modifica les dades a Wikidata |
|        | cabana del Carreño           | Balaguer | cabana       |         | 41° 46′ 40″ N, 0° 48′ 09″ E / 41.7777340020802°N,0.802364983066382°E |           |                     | Modifica les dades a Wikidata |
|        | cabana del Catxarret         | Balaguer | cabana       |         | 41° 45′ 27″ N, 0° 47′ 31″ E / 41.7574581811381°N,0.791895064425131°E |           |                     | Modifica les dades a Wikidata |
|        | cabana del Ceba              | Balaguer | cabana       |         | 41° 45′ 48″ N, 0° 47′ 44″ E / 41.7633804659449°N,0.795445053626448°E |           |                     | Modifica les dades a Wikidata |
|        | cabana del Centell           | Balaguer | cabana       |         | 41° 46′ 29″ N, 0° 44′ 13″ E / 41.774698640534°N,0.736970066113992°E  |           |                     | Modifica les dades a Wikidata |
|        | cabana del Ciris             | Balaguer | cabana       |         | 41° 45′ 28″ N, 0° 47′ 22″ E / 41.7576994803755°N,0.789457098093227°E |           |                     | Modifica les dades a Wikidata |
|        | cabana del Clavetaire        | Balaguer | cabana       |         | 41° 46′ 22″ N, 0° 46′ 22″ E / 41.7728665925577°N,0.772706345530355°E |           |                     | Modifica les dades a Wikidata |
|        | cabana del Dalmau            | Balaguer | cabana       |         | 41° 47′ 30″ N, 0° 45′ 03″ E / 41.7915701143252°N,0.750865944728613°E |           |                     | Modifica les dades a Wikidata |
|        | cabana del Devot             | Balaguer | cabana       |         | 41° 45′ 34″ N, 0° 46′ 41″ E / 41.7594633520756°N,0.778185977582644°E |           |                     | Modifica les dades a Wikidata |
|        | cabana del Fraret            | Balaguer | cabana       |         | 41° 47′ 29″ N, 0° 45′ 59″ E / 41.7914942395589°N,0.766356961111244°E |           |                     | Modifica les dades a Wikidata |
|        | cabana del Juan              | Balaguer | cabana       |         | 41° 45′ 17″ N, 0° 46′ 49″ E / 41.7547827743957°N,0.780187711616484°E |           |                     | Modifica les dades a Wikidata |
|        | cabana del Julià             | Balaguer | cabana       |         | 41° 47′ 33″ N, 0° 44′ 33″ E / 41.792611145381°N,0.742417301255367°E  |           |                     | Modifica les dades a Wikidata |
|        | cabana del Marancó           | Balaguer | cabana       |         | 41° 47′ 11″ N, 0° 47′ 13″ E / 41.7864334143238°N,0.786857364440798°E |           |                     | Modifica les dades a Wikidata |
|        | cabana del Mata              | Balaguer | cabana       |         | 41° 45′ 32″ N, 0° 47′ 44″ E / 41.7588147433022°N,0.795469083775229°E |           |                     | Modifica les dades a Wikidata |
|        | cabana del Messeguer         | Balaguer | cabana       |         | 41° 46′ 51″ N, 0° 44′ 47″ E / 41.780840789496°N,0.74628997297731°E   |           |                     | Modifica les dades a Wikidata |
|        | cabana del Mestres           | Balaguer | cabana       |         | 41° 44′ 03″ N, 0° 46′ 08″ E / 41.7342074388116°N,0.768776685747647°E |           |                     | Modifica les dades a Wikidata |
|        | cabana del Miquelico         | Balaguer | cabana       |         | 41° 45′ 27″ N, 0° 47′ 40″ E / 41.7574646873212°N,0.794577114680658°E |           |                     | Modifica les dades a Wikidata |
|        | cabana del Moret             | Balaguer | cabana       |         | 41° 47′ 46″ N, 0° 46′ 41″ E / 41.7959889978705°N,0.777995443418646°E |           |                     | Modifica les dades a Wikidata |
|        | cabana del Novell            | Balaguer | cabana       |         | 41° 45′ 21″ N, 0° 46′ 53″ E / 41.7558888220503°N,0.781496697763824°E |           |                     | Modifica les dades a Wikidata |
|        | cabana del Paquel            | Balaguer | cabana       |         | 41° 45′ 27″ N, 0° 47′ 12″ E / 41.7576173768757°N,0.786597215925509°E |           |                     | Modifica les dades a Wikidata |
|        | cabana del Patau             | Balaguer | cabana       |         | 41° 44′ 55″ N, 0° 45′ 14″ E / 41.7487487105811°N,0.753793126099694°E |           |                     | Modifica les dades a Wikidata |
|        | cabana del Pitxolí           | Balaguer | cabana       |         | 41° 46′ 08″ N, 0° 46′ 45″ E / 41.768873185152°N,0.77919044190992°E   |           |                     | Modifica les dades a Wikidata |
|        | cabana del Pompílio          | Balaguer | cabana       |         | 41° 47′ 17″ N, 0° 45′ 49″ E / 41.7879372430015°N,0.763604415850283°E |           |                     | Modifica les dades a Wikidata |
|        | cabana del Ricard            | Balaguer | cabana       |         | 41° 48′ 16″ N, 0° 46′ 36″ E / 41.8045570202485°N,0.776760407301088°E |           |                     | Modifica les dades a Wikidata |
|        | cabana del Rufino            | Balaguer | cabana       |         | 41° 49′ 20″ N, 0° 46′ 24″ E / 41.8221723423974°N,0.773465894910788°E |           |                     | Modifica les dades a Wikidata |
|        | cabana del Solanes           | Balaguer | cabana       |         | 41° 48′ 26″ N, 0° 46′ 50″ E / 41.8072863152389°N,0.780505947765149°E |           |                     | Modifica les dades a Wikidata |
|        | cabana del Tet               | Balaguer | cabana       |         | 41° 45′ 22″ N, 0° 47′ 02″ E / 41.7561327793404°N,0.783869811136827°E |           |                     | Modifica les dades a Wikidata |
|        | cabana del Tomàs             | Balaguer | cabana       |         | 41° 45′ 15″ N, 0° 48′ 35″ E / 41.7540800654674°N,0.809727421894022°E |           |                     | Modifica les dades a Wikidata |
|        | cabana del Toni              | Balaguer | cabana       |         | 41° 45′ 21″ N, 0° 47′ 31″ E / 41.7558651193684°N,0.79194969571708°E  |           |                     | Modifica les dades a Wikidata |
|        | cabana del Vaquetes          | Balaguer | cabana       |         | 41° 46′ 12″ N, 0° 45′ 15″ E / 41.7698959543705°N,0.754282294667157°E |           |                     | Modifica les dades a Wikidata |
|        | cabana del Xerricló          | Balaguer | cabana       |         | 41° 48′ 20″ N, 0° 46′ 10″ E / 41.8055787643757°N,0.769538904499787°E |           |                     | Modifica les dades a Wikidata |
|        | cobert de l'Eusebi           | Balaguer | cabana       |         | 41° 46′ 50″ N, 0° 49′ 10″ E / 41.7804349358675°N,0.819322699491854°E |           |                     | Modifica les dades a Wikidata |
|        | cobert de l'Hernández        | Balaguer | cabana       |         | 41° 44′ 28″ N, 0° 46′ 01″ E / 41.7410366573198°N,0.767049073807669°E |           |                     | Modifica les dades a Wikidata |
|        | cobert del Bonete            | Balaguer | cabana       |         | 41° 44′ 23″ N, 0° 45′ 38″ E / 41.7398402227055°N,0.760645244133586°E |           |                     | Modifica les dades a Wikidata |
|        | cobert del Bosc              | Balaguer | cabana       |         | 41° 44′ 53″ N, 0° 46′ 02″ E / 41.7479861050355°N,0.767337316157765°E |           |                     | Modifica les dades a Wikidata |
|        | cobert del Carenyot          | Balaguer | cabana       |         | 41° 48′ 14″ N, 0° 48′ 58″ E / 41.8039327945516°N,0.816034118792758°E |           |                     | Modifica les dades a Wikidata |
|        | cobert del Cirís             | Balaguer | cabana       |         | 41° 46′ 41″ N, 0° 47′ 57″ E / 41.7779173704407°N,0.799242440675195°E |           |                     | Modifica les dades a Wikidata |
|        | cobert del Conrad            | Balaguer | cabana       |         | 41° 47′ 46″ N, 0° 49′ 05″ E / 41.7959837115009°N,0.818109438924286°E |           |                     | Modifica les dades a Wikidata |
|        | cobert del Ferrassó          | Balaguer | cabana       |         | 41° 48′ 46″ N, 0° 45′ 56″ E / 41.812740316057°N,0.76563669071657°E   |           |                     | Modifica les dades a Wikidata |
|        | cobert del Garcia            | Balaguer | cabana       |         | 41° 49′ 00″ N, 0° 46′ 12″ E / 41.816600175431°N,0.769890733491171°E  |           |                     | Modifica les dades a Wikidata |
|        | cobert del Josa              | Balaguer | cabana       |         | 41° 44′ 21″ N, 0° 45′ 59″ E / 41.7390670181726°N,0.766263588389596°E |           |                     | Modifica les dades a Wikidata |
|        | cobert del Leon              | Balaguer | cabana       |         | 41° 46′ 18″ N, 0° 49′ 07″ E / 41.7717298314346°N,0.81858304888282°E  |           |                     | Modifica les dades a Wikidata |
|        | cobert del Morera            | Balaguer | cabana       |         | 41° 46′ 59″ N, 0° 48′ 30″ E / 41.7830250554403°N,0.808248830952675°E |           |                     | Modifica les dades a Wikidata |
|        | cobert del Panset            | Balaguer | cabana       |         | 41° 48′ 08″ N, 0° 47′ 36″ E / 41.8022565413619°N,0.793366100001951°E |           |                     | Modifica les dades a Wikidata |
|        | cobert del Rando             | Balaguer | cabana       |         | 41° 46′ 26″ N, 0° 49′ 24″ E / 41.7738849385846°N,0.823466860205848°E |           |                     | Modifica les dades a Wikidata |
|        | cobert del Torrentó          | Balaguer | cabana       |         | 41° 46′ 56″ N, 0° 48′ 11″ E / 41.7823599118839°N,0.803133486175199°E |           |                     | Modifica les dades a Wikidata |
|        | cobert del Villet            | Balaguer | cabana       |         | 41° 47′ 57″ N, 0° 47′ 27″ E / 41.7990827915055°N,0.790839166062518°E |           |                     | Modifica les dades a Wikidata |
|        | corral del Bertran           | Balaguer | cabana       |         | 41° 46′ 01″ N, 0° 47′ 03″ E / 41.7670557481982°N,0.784251646913389°E |           |                     | Modifica les dades a Wikidata |
|        | corral del Joanet dels Masos | Balaguer | cabana       |         | 41° 48′ 24″ N, 0° 48′ 45″ E / 41.8065928229085°N,0.812416794532897°E |           |                     | Modifica les dades a Wikidata |
|        | corrals de l'Hermoso         | Balaguer | cabana       |         | 41° 46′ 48″ N, 0° 49′ 10″ E / 41.7801127454268°N,0.81942987942136°E  |           |                     | Modifica les dades a Wikidata |
|        | era del Cosme                | Balaguer | cabana       |         | 41° 46′ 31″ N, 0° 47′ 47″ E / 41.7751531554351°N,0.796461468695552°E |           |                     | Modifica les dades a Wikidata |
|        | era del Messeguer            | Balaguer | cabana       |         | 41° 47′ 49″ N, 0° 45′ 32″ E / 41.7969036502269°N,0.758791294812308°E |           |                     | Modifica les dades a Wikidata |
|        | pleta del Giralt             | Balaguer | cabana       |         | 41° 47′ 55″ N, 0° 47′ 39″ E / 41.7987042130811°N,0.794101854521942°E |           |                     | Modifica les dades a Wikidata |
|        | pleta del Rossell            | Balaguer | cabana       |         | 41° 47′ 42″ N, 0° 47′ 48″ E / 41.795124198828°N,0.796679851837307°E  |           |                     | Modifica les dades a Wikidata |
|        | pleta del Xut                | Balaguer | cabana       |         | 41° 48′ 05″ N, 0° 47′ 33″ E / 41.8013186279595°N,0.792363168532426°E |           |                     | Modifica les dades a Wikidata |

## casa
| imatge | Nom                            | Ubicat a | instància de | Detalls                                                                   | coordenades                                                                              | Protecció                                  | Commons (més fotos)                 | Dades a WD                    |
| ------ | ------------------------------ | -------- | ------------ | ------------------------------------------------------------------------- | ---------------------------------------------------------------------------------------- | ------------------------------------------ | ----------------------------------- | ----------------------------- |
|        | Ca l'Abadia                    | Balaguer | casa         |                                                                           | 41° 47′ 32″ N, 0° 48′ 21″ E / 41.792258°N,0.805894°E                                     | bé cultural d'interès local                |                                     | Modifica les dades a Wikidata |
|        | Cal Comabella                  | Balaguer | casa         | Arquitecte: Ignasi de Villalonga i Casañes Estil: arquitectura modernista | 41° 47′ 22″ N, 0° 48′ 21″ E / 41.78932°N,0.80571°E                                       | bé cultural d'interès local                | Casa Comabella (Miracle,1,Balaguer) | Modifica les dades a Wikidata |
|        | Casa Badia                     | Balaguer | casa         |                                                                           | 41° 47′ 27″ N, 0° 48′ 20″ E / 41.790951°N,0.805644°E                                     | bé cultural d'interès local                | Casa Badia (Balaguer)               | Modifica les dades a Wikidata |
|        | Casa Comabella                 | Balaguer | casa         |                                                                           | 41° 47′ 30″ N, 0° 48′ 21″ E / 41.791559°N,0.80591°E                                      | bé cultural d'interès local                | Casa Comabella (Balaguer)           | Modifica les dades a Wikidata |
|        | Casa Querol                    | Balaguer | casa         |                                                                           | 41° 47′ 25″ N, 0° 48′ 22″ E / 41.790219°N,0.805979°E                                     | bé cultural d'interès local                | Casa Querol (Balaguer)              | Modifica les dades a Wikidata |
|        | Casa Tarragona                 | Balaguer | casa         |                                                                           | 41° 47′ 20″ N, 0° 48′ 21″ E / 41.789°N,0.805837°E                                        | bé cultural d'interès local                | Casa Tarragona (Balaguer)           | Modifica les dades a Wikidata |
|        | Casa Tiurana                   | Balaguer | casa         |                                                                           | 41° 47′ 31″ N, 0° 48′ 21″ E / 41.791829°N,0.805912°E                                     | bé cultural d'interès local                | Casa Tiurana (Balaguer)             | Modifica les dades a Wikidata |
|        | Torre Blanca                   | Balaguer | casa         |                                                                           | 41° 46′ 40″ N, 0° 49′ 07″ E / 41.777733951172°N,0.81858960481288°E                       |                                            |                                     | Modifica les dades a Wikidata |
|        | Xalet Gramunt                  | Balaguer | casa         | Estil: noucentisme                                                        | 41° 47′ 29″ N, 0° 48′ 30″ E / 41.7913°N,0.80841°E                                        | bé cultural d'interès local                | Xalet Gramunt                       | Modifica les dades a Wikidata |
|        | Xalet Montiu                   | Balaguer | casa         | Estil: arquitectura modernista                                            | 41° 47′ 16″ N, 0° 48′ 20″ E / 41.787677°N,0.805513°E ca:Carrer Àngel Guimerà, 5 215 msnm | bé cultural d'interès local                | Xalet Montiu                        | Modifica les dades a Wikidata |
|        | casa al carrer del Miracle, 22 | Balaguer | casa         |                                                                           | 41° 47′ 19″ N, 0° 48′ 20″ E / 41.788502°N,0.805505°E                                     | bé cultural d'interès local                |                                     | Modifica les dades a Wikidata |
|        | casa al carrer del Miracle, 30 | Balaguer | casa         |                                                                           | 41° 47′ 17″ N, 0° 48′ 19″ E / 41.788179°N,0.805317°E ca:C. del Miracle, 30 216 msnm      | bé cultural d'interès local                | Carrer del Miracle, 30 (Balaguer)   | Modifica les dades a Wikidata |
|        | casa al carrer del Miracle, 5  | Balaguer | casa         |                                                                           | 41° 47′ 21″ N, 0° 48′ 21″ E / 41.789045°N,0.805872°E ca:C. Miracle, 5 216 msnm           | bé cultural d'interès local                | Carrer del Miracle, 5 (Balaguer)    | Modifica les dades a Wikidata |
|        | els Arquets                    | Balaguer | casa         | Estil: arquitectura popular                                               |                                                                                          | bé integrant del patrimoni cultural català |                                     | Modifica les dades a Wikidata |

## castell
| imatge | Nom            | Ubicat a | instància de                 | Detalls | coordenades                                                       | Protecció                                            | Commons (més fotos) | Dades a WD                    |
| ------ | -------------- | -------- | ---------------------------- | ------- | ----------------------------------------------------------------- | ---------------------------------------------------- | ------------------- | ----------------------------- |
|        | Alcarràs       | Balaguer | castell                      |         |                                                                   |                                                      |                     | Modifica les dades a Wikidata |
|        | Castell Formós | Balaguer | castell jaciment arqueològic |         | 41° 47′ 40″ N, 0° 48′ 23″ E / 41.79441389°N,0.80628611°E 386 msnm | bé d'interès cultural bé cultural d'interès nacional | Castell Formós      | Modifica les dades a Wikidata |

## creu de terme
| imatge | Nom                           | Ubicat a | instància de  | Detalls                                  | coordenades | Protecció                                  | Commons (més fotos)                      | Dades a WD                    |
| ------ | ----------------------------- | -------- | ------------- | ---------------------------------------- | --- | ------------------------------------------ | ---------------------------------------- | ----------------------------- |
|        | creu de la Secla              | Balaguer | creu de terme | 17th century                             | 41° 47′ 03″ N, 0° 48′ 12″ E / 41.78413023916225°N,0.8033387687076341°E ca:Carrer Divina Pastora - Desviament a Menàrguens, Balaguer 228 msnm | bé integrant del patrimoni cultural català | Creu de terme del camí de Menàrguens     | Modifica les dades a Wikidata |
|        | creu de terme de Sant Domènec | Balaguer | creu de terme | Estil: arquitectura gòtica               | 41° 47′ 38″ N, 0° 48′ 32″ E / 41.7939°N,0.808889°E                                                                                           | bé integrant del patrimoni cultural català | Creu de terme de Sant Domènec (Balaguer) | Modifica les dades a Wikidata |
|        | creu de terme de Santa Maria  | Balaguer | creu de terme | 16th century                             | 41° 47′ 33″ N, 0° 48′ 15″ E / 41.7926°N,0.804255°E ca:C. de Santa Maria, al costat del cementiri 263 msnm                                    | bé integrant del patrimoni cultural català | Creu de terme del Firal (Balaguer)       | Modifica les dades a Wikidata |
|        | creu de terme dels Erals      | Balaguer | creu de terme | Estil: arquitectura popular 18th century | 41° 47′ 28″ N, 0° 48′ 07″ E / 41.791055°N,0.801859°E ca:C. dels Erals - c. de la Creu 261 msnm                                               | bé integrant del patrimoni cultural català | Creu de terme dels Erals (Balaguer)      | Modifica les dades a Wikidata |
|        | creu de terme trencada        | Balaguer | creu de terme | Estil: historicisme arquitectònic        | 41° 47′ 51″ N, 0° 47′ 37″ E / 41.797452794079625°N,0.7936798301040264°E                                                                      | bé integrant del patrimoni cultural català | Creu Trencada (Balaguer)                 | Modifica les dades a Wikidata |

## curs d'aigua
| imatge | Nom             | Ubicat a                                                                            | instància de | Detalls                      | coordenades | Protecció | Commons (més fotos) | Dades a WD                    |
| ------ | --------------- | ----------------------------------------------------------------------------------- | ------------ | ---------------------------- | --- | --------- | ------------------- | ----------------------------- |
|        | Sió             | Segarra Noguera Urgell                                                              | curs d'aigua | Desemboca: Segre Llarg: 77km | 41° 41′ 12″ N, 1° 23′ 30″ E / 41.68653°N,1.3916069444444443°E 41° 48′ 04″ N, 0° 48′ 38″ E / 41.80124°N,0.8105361111111111°E |           | Sió River           | Modifica les dades a Wikidata |
|        | riu de Farfanya | les Avellanes i Santa Linya Os de Balaguer Castelló de Farfanya Menàrguens Balaguer | curs d'aigua | Desemboca: Segre Llarg: 35km | 41° 43′ 51″ N, 0° 45′ 52″ E / 41.7309°N,0.764358°E                                                                          |           | Farfanya River      | Modifica les dades a Wikidata |

## edifici
| imatge | Nom                                        | Ubicat a | instància de | Detalls                             | coordenades                                                          | Protecció                   | Commons (més fotos)                          | Dades a WD                    |
| ------ | ------------------------------------------ | -------- | ------------ | ----------------------------------- | -------------------------------------------------------------------- | --------------------------- | -------------------------------------------- | ----------------------------- |
|        | Consell Comarcal de la Noguera             | Balaguer | edifici      |                                     | 41° 47′ 10″ N, 0° 48′ 14″ E / 41.7860862382387°N,0.803956866828461°E |                             |                                              | Modifica les dades a Wikidata |
|        | Convent de la Mare de Déu de les Parrelles | Balaguer | edifici      | Estil: arquitectura gòtica          | 41° 47′ 31″ N, 0° 48′ 22″ E / 41.7919°N,0.806°E                      |                             |                                              | Modifica les dades a Wikidata |
|        | Convent de les Germanes Clarisses          | Balaguer | edifici      | Estil: arquitectura del Renaixement | 41° 47′ 47″ N, 0° 48′ 23″ E / 41.7963°N,0.806523°E                   | bé cultural d'interès local | Convent de les Germanes Clarisses (Balaguer) | Modifica les dades a Wikidata |

## església
| imatge | Nom                                  | Ubicat a | instància de                             | Detalls                                                                | coordenades                                                                                      | Protecció                                            | Commons (més fotos)                     | Dades a WD                    |
| ------ | ------------------------------------ | -------- | ---------------------------------------- | ---------------------------------------------------------------------- | ------------------------------------------------------------------------------------------------ | ---------------------------------------------------- | --------------------------------------- | ----------------------------- |
|        | Capella de Balmes                    | Balaguer | església                                 |                                                                        |                                                                                                  |                                                      |                                         | Modifica les dades a Wikidata |
|        | Convent de Sant Domènec de Balaguer  | Balaguer | església                                 | Estil: arquitectura gòtica                                             | 41° 47′ 38″ N, 0° 48′ 34″ E / 41.7938°N,0.809372°E ca:Plaça Sant Domènec                         | bé d'interès cultural bé cultural d'interès nacional | Convent de Sant Domènec de Balaguer     | Modifica les dades a Wikidata |
|        | Convent de Sant Francesc de Balaguer | Balaguer | església                                 | Estil: arquitectura barroca arquitectura neoclàssica 17th century      | 41° 47′ 09″ N, 0° 48′ 14″ E / 41.7859°N,0.803916°E ca:Carrer de Sant Francesc, Balaguer 218 msnm | bé cultural d'interès local                          | Convent de Sant Francesc de Balaguer    | Modifica les dades a Wikidata |
|        | Mare de Déu del Miracle de Balaguer  | Balaguer | església                                 | Estil: arquitectura barroca                                            | 41° 47′ 20″ N, 0° 48′ 21″ E / 41.7888°N,0.805813°E                                               | bé cultural d'interès local                          | Mare de Déu del Miracle de Balaguer     | Modifica les dades a Wikidata |
|        | Sant Josep                           | Balaguer | església                                 |                                                                        | 41° 47′ 19″ N, 0° 48′ 21″ E / 41.788494°N,0.805713°E 216 msnm                                    |                                                      |                                         | Modifica les dades a Wikidata |
|        | Sant Salvador de Balaguer            | Balaguer | església jaciment arqueològic necròpolis | Estil: arquitectura romànica 12nd century Estat: enderrocat o destruït | 41° 47′ 31″ N, 0° 48′ 22″ E / 41.7919°N,0.806°E 218 msnm                                         | bé integrant del patrimoni cultural català           | Sant Salvador de Balaguer               | Modifica les dades a Wikidata |
|        | Santa Maria d'Almatà                 | Balaguer | església                                 | Estil: arquitectura romànica arquitectura gòtica 12nd century          | 41° 47′ 45″ N, 0° 48′ 21″ E / 41.795737°N,0.805936°E ca:Façana oest del Sant Crist 266 msnm      | bé cultural d'interès local                          | Santa Maria d'Almatà                    | Modifica les dades a Wikidata |
|        | Santa Maria de Balaguer              | Balaguer | església                                 | Estil: arquitectura gòtica                                             | 41° 47′ 30″ N, 0° 48′ 16″ E / 41.7917°N,0.804406°E 260 msnm                                      | bé d'interès cultural bé cultural d'interès nacional | Santa Maria de Balaguer                 | Modifica les dades a Wikidata |
|        | Santa Maria de les Franqueses        | Balaguer | església                                 | Estil: arquitectura romànica 12nd century                              | 41° 45′ 21″ N, 0° 47′ 27″ E / 41.7559°N,0.790807°E                                               | bé d'interès cultural bé cultural d'interès nacional | Santa Maria de les Franqueses           | Modifica les dades a Wikidata |
|        | capella de Sant Pere Màrtir          | Balaguer | església                                 | Estil: arquitectura popular 19th century                               | 41° 48′ 39″ N, 0° 49′ 36″ E / 41.8107°N,0.826805°E 229 msnm                                      |                                                      | Capella de Sant Pere Màrtir (Balaguer)  | Modifica les dades a Wikidata |
|        | capella de la Divina Pastora         | Balaguer | església                                 | Estil: arquitectura popular 18th century                               | 41° 46′ 19″ N, 0° 47′ 30″ E / 41.771814°N,0.791664°E ca:Camí de Menàrguens, Balaguer 233 msnm    | bé cultural d'interès local                          | Capella de la Divina Pastora (Balaguer) | Modifica les dades a Wikidata |
|        | el Sagrat Cor de Balaguer            | Balaguer | església                                 | Arquitecte: Isidre Puig i Boada 20th century                           | 41° 47′ 29″ N, 0° 48′ 41″ E / 41.791259°N,0.811405°E ca:Carrer de Barcelona, Balaguer 218 msnm   | bé integrant del patrimoni cultural català           | Església del Sagrat Cor de Balaguer     | Modifica les dades a Wikidata |
|        | la Immaculada Concepció de Balaguer  | Balaguer | església                                 | Estil: arquitectura barroca                                            | 41° 47′ 18″ N, 0° 48′ 21″ E / 41.7884°N,0.805716°E                                               | bé cultural d'interès local                          | La Immaculada Concepció de Balaguer     | Modifica les dades a Wikidata |

## granja
| imatge | Nom                           | Ubicat a | instància de | Detalls | coordenades                                                                   | Protecció | Commons (més fotos) | Dades a WD                    |
| ------ | ----------------------------- | -------- | ------------ | ------- | ----------------------------------------------------------------------------- | --------- | ------------------- | ----------------------------- |
|        | Granges de Pere Guirao        | Balaguer | granja       |         | 41° 47′ 25″ N, 0° 46′ 58″ E / 41.7902802698475°N,0.782717577771045°E          |           |                     | Modifica les dades a Wikidata |
|        | Granges del Marino            | Balaguer | granja       |         | 41° 47′ 34″ N, 0° 47′ 55″ E / 41.792676325275°N,0.798653176979852°E           |           |                     | Modifica les dades a Wikidata |
|        | Granges del Martínez          | Balaguer | granja       |         | 41° 47′ 58″ N, 0° 49′ 18″ E / 41.7994359365277°N,0.821579015957387°E          |           |                     | Modifica les dades a Wikidata |
|        | Granges del Menton            | Balaguer | granja       |         | 41° 46′ 22″ N, 0° 48′ 50″ E / 41.7727239233666°N,0.814025692527054°E          |           |                     | Modifica les dades a Wikidata |
|        | Granges del Porcioles         | Balaguer | granja       |         | 41° 46′ 43″ N, 0° 48′ 50″ E / 41.7786215085324°N,0.813945649292428°E 216 msnm |           |                     | Modifica les dades a Wikidata |
|        | Granges del Santos            | Balaguer | granja       |         | 41° 44′ 30″ N, 0° 45′ 17″ E / 41.7417322942306°N,0.754687147620271°E          |           |                     | Modifica les dades a Wikidata |
|        | Granges del Solanes           | Balaguer | granja       |         | 41° 48′ 02″ N, 0° 49′ 10″ E / 41.8005468977412°N,0.81937485177101°E           |           |                     | Modifica les dades a Wikidata |
|        | Granja Gargassada             | Balaguer | granja       |         | 41° 47′ 59″ N, 0° 47′ 22″ E / 41.7997923398201°N,0.789334349888198°E          |           |                     | Modifica les dades a Wikidata |
|        | Granja de Forcades            | Balaguer | granja       |         | 41° 46′ 28″ N, 0° 47′ 50″ E / 41.7745097399507°N,0.797193350245702°E          |           |                     | Modifica les dades a Wikidata |
|        | Granja de Perestany           | Balaguer | granja       |         | 41° 45′ 58″ N, 0° 48′ 06″ E / 41.7662031779829°N,0.801748216744307°E          |           |                     | Modifica les dades a Wikidata |
|        | Granja de Porcioles           | Balaguer | granja       |         | 41° 46′ 43″ N, 0° 48′ 43″ E / 41.7786017230241°N,0.811961024194023°E          |           |                     | Modifica les dades a Wikidata |
|        | Granja de l'Antoni            | Balaguer | granja       |         | 41° 48′ 24″ N, 0° 49′ 07″ E / 41.8067376894386°N,0.81861111424418°E           |           |                     | Modifica les dades a Wikidata |
|        | Granja de la Coma dels Lliris | Balaguer | granja       |         | 41° 46′ 26″ N, 0° 47′ 49″ E / 41.7739030259548°N,0.797021620098472°E          |           |                     | Modifica les dades a Wikidata |
|        | Granja del Baró               | Balaguer | granja       |         | 41° 47′ 28″ N, 0° 47′ 57″ E / 41.7912427268428°N,0.799039215084973°E          |           |                     | Modifica les dades a Wikidata |
|        | Granja del Lau                | Balaguer | granja       |         | 41° 46′ 14″ N, 0° 47′ 16″ E / 41.7704821618711°N,0.787730819500505°E          |           |                     | Modifica les dades a Wikidata |
|        | Granja del Panset             | Balaguer | granja       |         | 41° 44′ 57″ N, 0° 46′ 12″ E / 41.7492726078311°N,0.770046804377463°E          |           |                     | Modifica les dades a Wikidata |
|        | Granja del Portomeu de Gerb   | Balaguer | granja       |         | 41° 46′ 44″ N, 0° 47′ 59″ E / 41.7787910825974°N,0.79971790400347°E           |           |                     | Modifica les dades a Wikidata |
|        | Granja del Rufino             | Balaguer | granja       |         | 41° 45′ 58″ N, 0° 47′ 41″ E / 41.7660032590314°N,0.7946093825645°E            |           |                     | Modifica les dades a Wikidata |
|        | Granja del Serrano            | Balaguer | granja       |         | 41° 46′ 37″ N, 0° 48′ 05″ E / 41.7769131744875°N,0.801358285913416°E          |           |                     | Modifica les dades a Wikidata |
|        | Granja del Tribó              | Balaguer | granja       |         | 41° 46′ 39″ N, 0° 47′ 58″ E / 41.7773623436532°N,0.79941783933424°E           |           |                     | Modifica les dades a Wikidata |

## masia
| imatge | Nom                         | Ubicat a | instància de | Detalls                                  | coordenades                                                                                        | Protecció                                  | Commons (més fotos) | Dades a WD                    |
| ------ | --------------------------- | -------- | ------------ | ---------------------------------------- | -------------------------------------------------------------------------------------------------- | ------------------------------------------ | ------------------- | ----------------------------- |
|        | Cabana del Garcia           | Balaguer | masia        |                                          | 41° 45′ 36″ N, 0° 47′ 02″ E / 41.7599879223016°N,0.783893484288579°E                               |                                            |                     | Modifica les dades a Wikidata |
|        | Cabana del Giralt           | Balaguer | masia        |                                          | 41° 45′ 42″ N, 0° 46′ 56″ E / 41.7616915607466°N,0.782102675443042°E                               |                                            |                     | Modifica les dades a Wikidata |
|        | Casa Orteu                  | Balaguer | masia        |                                          | 41° 47′ 53″ N, 0° 49′ 23″ E / 41.7980243760705°N,0.823131311509707°E                               |                                            |                     | Modifica les dades a Wikidata |
|        | Casa de l'Amores            | Balaguer | masia        |                                          | 41° 48′ 07″ N, 0° 49′ 30″ E / 41.8020122831674°N,0.824934154225328°E                               |                                            |                     | Modifica les dades a Wikidata |
|        | Casa del Lloreda            | Balaguer | masia        |                                          | 41° 48′ 10″ N, 0° 49′ 30″ E / 41.8028°N,0.824972°E                                                 |                                            |                     | Modifica les dades a Wikidata |
|        | Casa del Vilasau            | Balaguer | masia        |                                          | 41° 46′ 20″ N, 0° 49′ 15″ E / 41.7722567198085°N,0.820718724124777°E                               |                                            |                     | Modifica les dades a Wikidata |
|        | Clots del Cirís             | Balaguer | masia        |                                          | 41° 46′ 57″ N, 0° 47′ 55″ E / 41.7824000195692°N,0.798643880096496°E                               |                                            |                     | Modifica les dades a Wikidata |
|        | Flix                        | Balaguer | masia        |                                          | 41° 48′ 40″ N, 0° 55′ 16″ E / 41.811023°N,0.921063°E 301 msnm                                      |                                            |                     | Modifica les dades a Wikidata |
|        | Mas del Padrí               | Balaguer | masia        |                                          | 41° 45′ 12″ N, 0° 46′ 35″ E / 41.753342652217°N,0.776508878131585°E                                |                                            |                     | Modifica les dades a Wikidata |
|        | Masia del Pirineu           | Balaguer | masia        |                                          | 41° 48′ 54″ N, 0° 55′ 40″ E / 41.8149397990924°N,0.927875262248487°E                               |                                            |                     | Modifica les dades a Wikidata |
|        | Pleta del Pere Estany       | Balaguer | masia        |                                          | 41° 47′ 10″ N, 0° 46′ 56″ E / 41.7860925455325°N,0.782260269399566°E                               |                                            |                     | Modifica les dades a Wikidata |
|        | Torre Agilet                | Balaguer | masia        |                                          | 41° 48′ 09″ N, 0° 48′ 53″ E / 41.8026300182843°N,0.814778425369876°E                               |                                            |                     | Modifica les dades a Wikidata |
|        | Torre Aguilar               | Balaguer | masia        |                                          | 41° 48′ 24″ N, 0° 49′ 20″ E / 41.8065991845682°N,0.822227022074298°E                               |                                            |                     | Modifica les dades a Wikidata |
|        | Torre Albert                | Balaguer | masia        |                                          | 41° 48′ 12″ N, 0° 49′ 11″ E / 41.8032926264737°N,0.819787256086007°E                               |                                            |                     | Modifica les dades a Wikidata |
|        | Torre Aleu                  | Balaguer | masia        |                                          | 41° 48′ 00″ N, 0° 49′ 23″ E / 41.8001205734376°N,0.823012191323831°E                               |                                            |                     | Modifica les dades a Wikidata |
|        | Torre Assala                | Balaguer | masia        |                                          | 41° 46′ 15″ N, 0° 49′ 30″ E / 41.7707004553706°N,0.825090421755455°E                               |                                            |                     | Modifica les dades a Wikidata |
|        | Torre Aubertet              | Balaguer | masia        |                                          | 41° 48′ 12″ N, 0° 48′ 49″ E / 41.8034427830858°N,0.813474899944009°E                               |                                            |                     | Modifica les dades a Wikidata |
|        | Torre Balcells              | Balaguer | masia        |                                          | 41° 46′ 31″ N, 0° 49′ 46″ E / 41.7753382155557°N,0.829349236283125°E                               |                                            |                     | Modifica les dades a Wikidata |
|        | Torre Baldomar              | Balaguer | masia        |                                          | 41° 48′ 13″ N, 0° 48′ 52″ E / 41.803612737352°N,0.814359841639443°E                                |                                            |                     | Modifica les dades a Wikidata |
|        | Torre Barril                | Balaguer | masia        |                                          | 41° 48′ 12″ N, 0° 48′ 59″ E / 41.8032182515338°N,0.816347276213232°E                               |                                            |                     | Modifica les dades a Wikidata |
|        | Torre Berbesa               | Balaguer | masia        |                                          | 41° 48′ 04″ N, 0° 49′ 36″ E / 41.801002846342°N,0.826797826357227°E                                |                                            |                     | Modifica les dades a Wikidata |
|        | Torre Bisonga               | Balaguer | masia        | Estat: ruïnós                            | 41° 46′ 27″ N, 0° 49′ 19″ E / 41.7741091410727°N,0.821991461560838°E                               |                                            |                     | Modifica les dades a Wikidata |
|        | Torre Breu                  | Balaguer | masia        |                                          | 41° 47′ 53″ N, 0° 49′ 13″ E / 41.7979682428984°N,0.820172419813874°E                               |                                            |                     | Modifica les dades a Wikidata |
|        | Torre Buixard               | Balaguer | masia        |                                          | 41° 46′ 33″ N, 0° 49′ 36″ E / 41.7759373598064°N,0.826742226349038°E                               |                                            |                     | Modifica les dades a Wikidata |
|        | Torre Camarasa              | Balaguer | masia        |                                          | 41° 47′ 48″ N, 0° 49′ 04″ E / 41.7966008566398°N,0.817883893733174°E                               |                                            |                     | Modifica les dades a Wikidata |
|        | Torre Camp-rubí             | Balaguer | masia        |                                          | 41° 48′ 04″ N, 0° 49′ 31″ E / 41.8010348765613°N,0.825159804176467°E                               |                                            |                     | Modifica les dades a Wikidata |
|        | Torre Camp-rubí de Baix     | Balaguer | masia        |                                          | 41° 47′ 59″ N, 0° 49′ 29″ E / 41.7997811897925°N,0.82458837407271°E                                |                                            |                     | Modifica les dades a Wikidata |
|        | Torre Carrera               | Balaguer | masia        |                                          | 41° 48′ 32″ N, 0° 48′ 48″ E / 41.8089690291415°N,0.813286902462174°E                               |                                            |                     | Modifica les dades a Wikidata |
|        | Torre Castells              | Balaguer | masia        |                                          | 41° 48′ 01″ N, 0° 49′ 17″ E / 41.8002722946725°N,0.82151456829121°E                                |                                            |                     | Modifica les dades a Wikidata |
|        | Torre Claverol              | Balaguer | masia        |                                          | 41° 48′ 58″ N, 0° 49′ 08″ E / 41.8160082683658°N,0.818777978107318°E                               |                                            |                     | Modifica les dades a Wikidata |
|        | Torre Comelles              | Balaguer | masia        |                                          | 41° 47′ 51″ N, 0° 49′ 07″ E / 41.797560072564°N,0.8185975506293°E                                  |                                            |                     | Modifica les dades a Wikidata |
|        | Torre Coquet                | Balaguer | masia        |                                          | 41° 47′ 36″ N, 0° 44′ 40″ E / 41.7934144345327°N,0.744338739411555°E                               |                                            |                     | Modifica les dades a Wikidata |
|        | Torre Datzira               | Balaguer | masia        |                                          | 41° 46′ 17″ N, 0° 49′ 10″ E / 41.7714418534949°N,0.819543241209329°E                               |                                            |                     | Modifica les dades a Wikidata |
|        | Torre Escrivau              | Balaguer | masia        |                                          | 41° 48′ 14″ N, 0° 49′ 29″ E / 41.8038010989104°N,0.8247532601305°E                                 |                                            |                     | Modifica les dades a Wikidata |
|        | Torre Estrada               | Balaguer | masia        |                                          | 41° 46′ 36″ N, 0° 48′ 50″ E / 41.776630806997°N,0.813929062135595°E                                |                                            |                     | Modifica les dades a Wikidata |
|        | Torre Faura                 | Balaguer | masia        |                                          | 41° 48′ 50″ N, 0° 49′ 24″ E / 41.8138896942593°N,0.823412569699213°E                               |                                            |                     | Modifica les dades a Wikidata |
|        | Torre Fletxero              | Balaguer | masia        |                                          | 41° 46′ 20″ N, 0° 48′ 57″ E / 41.7723073015969°N,0.815796360136399°E                               |                                            |                     | Modifica les dades a Wikidata |
|        | Torre Font                  | Balaguer | masia        |                                          | 41° 47′ 48″ N, 0° 48′ 57″ E / 41.7967588467419°N,0.815772317736825°E                               |                                            |                     | Modifica les dades a Wikidata |
|        | Torre Fontelles             | Balaguer | masia        |                                          | 41° 47′ 57″ N, 0° 49′ 32″ E / 41.7992346637064°N,0.825690104833374°E                               |                                            |                     | Modifica les dades a Wikidata |
|        | Torre Formiguero            | Balaguer | masia        |                                          | 41° 48′ 50″ N, 0° 49′ 06″ E / 41.813893941658°N,0.818416354603013°E                                |                                            |                     | Modifica les dades a Wikidata |
|        | Torre Fortuny               | Balaguer | masia        | Estil: arquitectura popular 19th century | 41° 48′ 38″ N, 0° 49′ 36″ E / 41.8106°N,0.826691°E ca:Carrerera C-147B a Camarasa, km 1,5 228 msnm | bé integrant del patrimoni cultural català | Torre Fortuny       | Modifica les dades a Wikidata |
|        | Torre Genilla               | Balaguer | masia        |                                          | 41° 46′ 17″ N, 0° 48′ 51″ E / 41.7714193146173°N,0.814094068670281°E                               |                                            |                     | Modifica les dades a Wikidata |
|        | Torre Guitarres             | Balaguer | masia        |                                          | 41° 47′ 38″ N, 0° 45′ 21″ E / 41.7937929578233°N,0.755842853525339°E                               |                                            |                     | Modifica les dades a Wikidata |
|        | Torre Llobet                | Balaguer | masia        |                                          | 41° 48′ 14″ N, 0° 49′ 35″ E / 41.8039380358718°N,0.826277307916671°E                               |                                            |                     | Modifica les dades a Wikidata |
|        | Torre Lluc                  | Balaguer | masia        |                                          | 41° 46′ 03″ N, 0° 49′ 38″ E / 41.767469°N,0.827342°E 236 msnm                                      |                                            |                     | Modifica les dades a Wikidata |
|        | Torre Maluquer              | Balaguer | masia        |                                          | 41° 48′ 54″ N, 0° 49′ 52″ E / 41.8150736392616°N,0.831245941110217°E                               |                                            |                     | Modifica les dades a Wikidata |
|        | Torre Mangalo               | Balaguer | masia        |                                          | 41° 48′ 25″ N, 0° 48′ 51″ E / 41.8068974281938°N,0.814224075817698°E                               |                                            |                     | Modifica les dades a Wikidata |
|        | Torre Mano                  | Balaguer | masia        |                                          | 41° 47′ 08″ N, 0° 49′ 01″ E / 41.7856311653709°N,0.816932396049778°E                               |                                            |                     | Modifica les dades a Wikidata |
|        | Torre Manyet                | Balaguer | masia        |                                          | 41° 44′ 47″ N, 0° 45′ 01″ E / 41.7464444601207°N,0.750181493153426°E                               |                                            |                     | Modifica les dades a Wikidata |
|        | Torre Misonga               | Balaguer | masia        |                                          | 41° 46′ 23″ N, 0° 49′ 11″ E / 41.7730323317993°N,0.819826221136216°E                               |                                            |                     | Modifica les dades a Wikidata |
|        | Torre Monill                | Balaguer | masia        |                                          | 41° 46′ 32″ N, 0° 48′ 56″ E / 41.7755156646817°N,0.81543479462329°E                                |                                            |                     | Modifica les dades a Wikidata |
|        | Torre Moreno                | Balaguer | masia        |                                          | 41° 48′ 15″ N, 0° 49′ 23″ E / 41.8040297400294°N,0.823036286286206°E                               |                                            |                     | Modifica les dades a Wikidata |
|        | Torre Nova                  | Balaguer | masia        |                                          | 41° 46′ 27″ N, 0° 49′ 40″ E / 41.7741360871981°N,0.827693376245866°E                               |                                            |                     | Modifica les dades a Wikidata |
|        | Torre Pallàs                | Balaguer | masia        |                                          | 41° 47′ 42″ N, 0° 49′ 04″ E / 41.7948709428081°N,0.81784631868674°E                                |                                            |                     | Modifica les dades a Wikidata |
|        | Torre Parrac                | Balaguer | masia        |                                          | 41° 46′ 46″ N, 0° 49′ 05″ E / 41.7795529372543°N,0.817932784737672°E                               |                                            |                     | Modifica les dades a Wikidata |
|        | Torre Pixol                 | Balaguer | masia        |                                          | 41° 47′ 03″ N, 0° 46′ 30″ E / 41.784103599447°N,0.77505478981003°E                                 |                                            |                     | Modifica les dades a Wikidata |
|        | Torre Puig                  | Balaguer | masia        |                                          | 41° 48′ 08″ N, 0° 48′ 50″ E / 41.8023052283911°N,0.813802469002901°E                               |                                            |                     | Modifica les dades a Wikidata |
|        | Torre Quinzet               | Balaguer | masia        |                                          | 41° 48′ 53″ N, 0° 49′ 04″ E / 41.8147287780805°N,0.817798106356276°E                               |                                            |                     | Modifica les dades a Wikidata |
|        | Torre Ramon                 | Balaguer | masia        |                                          | 41° 48′ 59″ N, 0° 49′ 29″ E / 41.8165071330918°N,0.824660259278404°E                               |                                            |                     | Modifica les dades a Wikidata |
|        | Torre Rango                 | Balaguer | masia        |                                          | 41° 46′ 11″ N, 0° 46′ 43″ E / 41.7696030569494°N,0.778581848041979°E                               |                                            |                     | Modifica les dades a Wikidata |
|        | Torre Reguer                | Balaguer | masia        |                                          | 41° 48′ 10″ N, 0° 48′ 45″ E / 41.80267879563°N,0.812610176322723°E                                 |                                            |                     | Modifica les dades a Wikidata |
|        | Torre Rocaspana             | Balaguer | masia        |                                          | 41° 46′ 07″ N, 0° 48′ 59″ E / 41.76868785887°N,0.81649021059916°E                                  |                                            |                     | Modifica les dades a Wikidata |
|        | Torre Sauló                 | Balaguer | masia        |                                          | 41° 49′ 19″ N, 0° 49′ 28″ E / 41.821972705851°N,0.82431209709045°E                                 |                                            |                     | Modifica les dades a Wikidata |
|        | Torre Soca                  | Balaguer | masia        |                                          | 41° 47′ 51″ N, 0° 49′ 21″ E / 41.79736197405°N,0.822395493781325°E                                 |                                            |                     | Modifica les dades a Wikidata |
|        | Torre Solans                | Balaguer | masia        |                                          | 41° 48′ 58″ N, 0° 49′ 53″ E / 41.8162176108813°N,0.831255486076623°E                               |                                            |                     | Modifica les dades a Wikidata |
|        | Torre Tugues                | Balaguer | masia        |                                          | 41° 47′ 44″ N, 0° 49′ 10″ E / 41.7956195403051°N,0.819325326082169°E                               |                                            |                     | Modifica les dades a Wikidata |
|        | Torre Ventura               | Balaguer | masia        |                                          | 41° 48′ 00″ N, 0° 49′ 43″ E / 41.8000649267998°N,0.828634951795457°E                               |                                            |                     | Modifica les dades a Wikidata |
|        | Torre Xerrac                | Balaguer | masia        |                                          | 41° 48′ 55″ N, 0° 48′ 58″ E / 41.815318925208°N,0.816152800811716°E                                |                                            |                     | Modifica les dades a Wikidata |
|        | Torre d'Almatà              | Balaguer | masia        |                                          | 41° 46′ 31″ N, 0° 48′ 03″ E / 41.7752564361625°N,0.80090957420255°E                                |                                            |                     | Modifica les dades a Wikidata |
|        | Torre de Balagueró          | Balaguer | masia        |                                          | 41° 47′ 10″ N, 0° 48′ 35″ E / 41.7859901640073°N,0.809772319328772°E                               |                                            |                     | Modifica les dades a Wikidata |
|        | Torre de Baldomar           | Balaguer | masia        |                                          | 41° 45′ 16″ N, 0° 46′ 37″ E / 41.7543408250737°N,0.776895375120872°E                               |                                            |                     | Modifica les dades a Wikidata |
|        | Torre de Bigarró            | Balaguer | masia        |                                          | 41° 46′ 46″ N, 0° 48′ 05″ E / 41.7795458875631°N,0.80150896300151°E                                |                                            |                     | Modifica les dades a Wikidata |
|        | Torre de Binèfar            | Balaguer | masia        |                                          | 41° 46′ 44″ N, 0° 48′ 17″ E / 41.7788789668372°N,0.804780432483294°E                               |                                            |                     | Modifica les dades a Wikidata |
|        | Torre de Camarasa           | Balaguer | masia        |                                          | 41° 46′ 02″ N, 0° 47′ 59″ E / 41.7671453102272°N,0.799682978788675°E                               |                                            |                     | Modifica les dades a Wikidata |
|        | Torre de Can Franc          | Balaguer | masia        |                                          | 41° 48′ 59″ N, 0° 48′ 49″ E / 41.8163984103769°N,0.81372031273874°E                                |                                            |                     | Modifica les dades a Wikidata |
|        | Torre de Canín              | Balaguer | masia        |                                          | 41° 46′ 45″ N, 0° 48′ 05″ E / 41.7790845664872°N,0.801404405129505°E                               |                                            |                     | Modifica les dades a Wikidata |
|        | Torre de Carderola          | Balaguer | masia        |                                          | 41° 46′ 51″ N, 0° 48′ 20″ E / 41.7807756773312°N,0.805533923794425°E                               |                                            |                     | Modifica les dades a Wikidata |
|        | Torre de Carlos             | Balaguer | masia        |                                          | 41° 47′ 10″ N, 0° 48′ 30″ E / 41.7860353218449°N,0.808362862901671°E                               |                                            |                     | Modifica les dades a Wikidata |
|        | Torre de Cobillas           | Balaguer | masia        |                                          | 41° 46′ 49″ N, 0° 48′ 17″ E / 41.7802546473299°N,0.804661298070134°E                               |                                            |                     | Modifica les dades a Wikidata |
|        | Torre de Cànoves            | Balaguer | masia        |                                          | 41° 46′ 11″ N, 0° 47′ 50″ E / 41.7698551717306°N,0.797280487828669°E                               |                                            |                     | Modifica les dades a Wikidata |
|        | Torre de Dolcet             | Balaguer | masia        |                                          | 41° 45′ 23″ N, 0° 46′ 49″ E / 41.7565112926465°N,0.780152176954982°E                               |                                            |                     | Modifica les dades a Wikidata |
|        | Torre de Fallonga           | Balaguer | masia        |                                          | 41° 46′ 58″ N, 0° 48′ 05″ E / 41.7828667931665°N,0.801383439269909°E                               |                                            |                     | Modifica les dades a Wikidata |
|        | Torre de Florejacs          | Balaguer | masia        |                                          | 41° 47′ 09″ N, 0° 43′ 41″ E / 41.7858609934718°N,0.72803366847815°E                                |                                            |                     | Modifica les dades a Wikidata |
|        | Torre de Fontllonga         | Balaguer | masia        |                                          | 41° 46′ 23″ N, 0° 45′ 27″ E / 41.772952662168°N,0.75739405322748°E                                 |                                            |                     | Modifica les dades a Wikidata |
|        | Torre de Gai                | Balaguer | masia        |                                          | 41° 45′ 09″ N, 0° 46′ 34″ E / 41.752603093766°N,0.77614351045096°E                                 |                                            |                     | Modifica les dades a Wikidata |
|        | Torre de Garcia             | Balaguer | masia        |                                          | 41° 45′ 51″ N, 0° 47′ 38″ E / 41.764141099957°N,0.793783008044601°E                                |                                            |                     | Modifica les dades a Wikidata |
|        | Torre de Garrés             | Balaguer | masia        |                                          | 41° 46′ 08″ N, 0° 47′ 54″ E / 41.7688302653519°N,0.798314077008823°E                               |                                            |                     | Modifica les dades a Wikidata |
|        | Torre de Gaspar Garnau      | Balaguer | masia        |                                          | 41° 46′ 31″ N, 0° 48′ 39″ E / 41.7753631301497°N,0.810735657086415°E                               |                                            |                     | Modifica les dades a Wikidata |
|        | Torre de Güell              | Balaguer | masia        |                                          | 41° 45′ 54″ N, 0° 48′ 03″ E / 41.7649810138994°N,0.800947886620711°E                               |                                            |                     | Modifica les dades a Wikidata |
|        | Torre de Manyo              | Balaguer | masia        |                                          | 41° 48′ 53″ N, 0° 49′ 15″ E / 41.8147582176717°N,0.820770711538205°E                               |                                            |                     | Modifica les dades a Wikidata |
|        | Torre de Martín Flores      | Balaguer | masia        |                                          | 41° 46′ 44″ N, 0° 48′ 36″ E / 41.7789430667661°N,0.810024268897756°E                               |                                            |                     | Modifica les dades a Wikidata |
|        | Torre de Masinyac           | Balaguer | masia        |                                          | 41° 46′ 45″ N, 0° 47′ 58″ E / 41.7791257229663°N,0.799321429515198°E                               |                                            |                     | Modifica les dades a Wikidata |
|        | Torre de Moles              | Balaguer | masia        |                                          | 41° 47′ 15″ N, 0° 46′ 46″ E / 41.7874507338731°N,0.779373477543557°E                               |                                            |                     | Modifica les dades a Wikidata |
|        | Torre de Noguers            | Balaguer | masia        |                                          | 41° 48′ 07″ N, 0° 45′ 45″ E / 41.801870022433°N,0.7624036692676°E                                  |                                            |                     | Modifica les dades a Wikidata |
|        | Torre de Puigpelat          | Balaguer | masia        |                                          | 41° 48′ 17″ N, 0° 48′ 37″ E / 41.8046328611351°N,0.810232582149643°E                               |                                            |                     | Modifica les dades a Wikidata |
|        | Torre de Reguer             | Balaguer | masia        |                                          | 41° 46′ 35″ N, 0° 48′ 21″ E / 41.7762856277838°N,0.805747223108768°E                               |                                            |                     | Modifica les dades a Wikidata |
|        | Torre de Sant Genís         | Balaguer | masia        |                                          | 41° 46′ 57″ N, 0° 48′ 40″ E / 41.7825197856241°N,0.811033598062864°E                               |                                            |                     | Modifica les dades a Wikidata |
|        | Torre de Santgenís          | Balaguer | masia        |                                          | 41° 46′ 48″ N, 0° 47′ 40″ E / 41.779974674856°N,0.79444914718116°E                                 |                                            |                     | Modifica les dades a Wikidata |
|        | Torre de Sauret             | Balaguer | masia        |                                          | 41° 47′ 47″ N, 0° 48′ 36″ E / 41.796340573327°N,0.80988916694453°E                                 |                                            |                     | Modifica les dades a Wikidata |
|        | Torre de Sermoset           | Balaguer | masia        |                                          | 41° 45′ 57″ N, 0° 47′ 27″ E / 41.7657594657858°N,0.790828385405218°E                               |                                            |                     | Modifica les dades a Wikidata |
|        | Torre de Xerrigló           | Balaguer | masia        |                                          | 41° 46′ 38″ N, 0° 48′ 19″ E / 41.7771935580423°N,0.805186859500834°E                               |                                            |                     | Modifica les dades a Wikidata |
|        | Torre de l'Agustí           | Balaguer | masia        |                                          | 41° 45′ 45″ N, 0° 46′ 45″ E / 41.7623662219832°N,0.779264636939584°E                               |                                            |                     | Modifica les dades a Wikidata |
|        | Torre de l'Amadeu           | Balaguer | masia        |                                          | 41° 46′ 29″ N, 0° 48′ 12″ E / 41.7748358215506°N,0.803402415352705°E                               |                                            |                     | Modifica les dades a Wikidata |
|        | Torre de l'Andorrà          | Balaguer | masia        |                                          | 41° 45′ 23″ N, 0° 46′ 58″ E / 41.7564158199791°N,0.782669304717724°E                               |                                            |                     | Modifica les dades a Wikidata |
|        | Torre de l'Arturo           | Balaguer | masia        |                                          | 41° 47′ 12″ N, 0° 48′ 32″ E / 41.7867862063577°N,0.80901116107305°E                                |                                            |                     | Modifica les dades a Wikidata |
|        | Torre de l'Ermengol         | Balaguer | masia        |                                          | 41° 46′ 22″ N, 0° 48′ 13″ E / 41.7726519458352°N,0.803645395190544°E                               |                                            |                     | Modifica les dades a Wikidata |
|        | Torre de l'Escrivà          | Balaguer | masia        |                                          | 41° 44′ 14″ N, 0° 45′ 58″ E / 41.7371279974233°N,0.766126399033096°E                               |                                            |                     | Modifica les dades a Wikidata |
|        | Torre de l'Esquerrà         | Balaguer | masia        |                                          | 41° 48′ 51″ N, 0° 48′ 55″ E / 41.814293°N,0.815258°E 220 msnm                                      |                                            |                     | Modifica les dades a Wikidata |
|        | Torre de l'Hostal del Sol   | Balaguer | masia        |                                          | 41° 46′ 54″ N, 0° 49′ 08″ E / 41.781676866603°N,0.818799294604284°E                                |                                            |                     | Modifica les dades a Wikidata |
|        | Torre de l'Orteu            | Balaguer | masia        |                                          | 41° 47′ 59″ N, 0° 49′ 20″ E / 41.7996005808586°N,0.822187275635501°E                               |                                            |                     | Modifica les dades a Wikidata |
|        | Torre de la Fassina         | Balaguer | masia        |                                          | 41° 47′ 52″ N, 0° 47′ 20″ E / 41.7979117156625°N,0.788953692514255°E                               |                                            |                     | Modifica les dades a Wikidata |
|        | Torre de les Eres           | Balaguer | masia        |                                          | 41° 46′ 24″ N, 0° 48′ 24″ E / 41.7734321842237°N,0.806770921082524°E                               |                                            |                     | Modifica les dades a Wikidata |
|        | Torre del Benavarre         | Balaguer | masia        |                                          | 41° 46′ 13″ N, 0° 46′ 03″ E / 41.7702532834445°N,0.767527430463456°E                               |                                            |                     | Modifica les dades a Wikidata |
|        | Torre del Bigarró           | Balaguer | masia        |                                          | 41° 46′ 00″ N, 0° 48′ 05″ E / 41.7667563693345°N,0.801476696458565°E                               |                                            |                     | Modifica les dades a Wikidata |
|        | Torre del Blanc             | Balaguer | masia        |                                          | 41° 46′ 14″ N, 0° 49′ 14″ E / 41.7704255114027°N,0.820564183190841°E                               |                                            |                     | Modifica les dades a Wikidata |
|        | Torre del Botiguer          | Balaguer | masia        |                                          | 41° 47′ 11″ N, 0° 48′ 31″ E / 41.7863632380492°N,0.80855626016696°E                                |                                            |                     | Modifica les dades a Wikidata |
|        | Torre del Cabaler del Faura | Balaguer | masia        |                                          | 41° 49′ 01″ N, 0° 49′ 17″ E / 41.8169878494543°N,0.821513763998076°E                               |                                            |                     | Modifica les dades a Wikidata |
|        | Torre del Candela           | Balaguer | masia        |                                          | 41° 46′ 43″ N, 0° 49′ 28″ E / 41.778748045133°N,0.82457123415114°E                                 |                                            |                     | Modifica les dades a Wikidata |
|        | Torre del Capità            | Balaguer | masia        |                                          | 41° 46′ 25″ N, 0° 47′ 42″ E / 41.7737091745763°N,0.794898738777927°E                               |                                            |                     | Modifica les dades a Wikidata |
|        | Torre del Cava              | Balaguer | masia        |                                          | 41° 46′ 01″ N, 0° 44′ 10″ E / 41.7668544291672°N,0.736066967842119°E                               |                                            |                     | Modifica les dades a Wikidata |
|        | Torre del Clinco            | Balaguer | masia        |                                          | 41° 45′ 46″ N, 0° 47′ 42″ E / 41.7626966688496°N,0.79501136468667°E                                |                                            |                     | Modifica les dades a Wikidata |
|        | Torre del Corb              | Balaguer | masia        |                                          | 41° 45′ 25″ N, 0° 46′ 08″ E / 41.756963282143°N,0.76877617535387°E                                 |                                            |                     | Modifica les dades a Wikidata |
|        | Torre del Cosme             | Balaguer | masia        |                                          | 41° 46′ 58″ N, 0° 48′ 18″ E / 41.7828612764299°N,0.80486113412581°E                                |                                            |                     | Modifica les dades a Wikidata |
|        | Torre del Diego             | Balaguer | masia        |                                          | 41° 46′ 42″ N, 0° 48′ 10″ E / 41.7783540811687°N,0.802764924862017°E                               |                                            |                     | Modifica les dades a Wikidata |
|        | Torre del Forcades          | Balaguer | masia        |                                          | 41° 46′ 49″ N, 0° 47′ 43″ E / 41.7802360381067°N,0.795228532036824°E                               |                                            |                     | Modifica les dades a Wikidata |
|        | Torre del Galiano           | Balaguer | masia        |                                          | 41° 47′ 24″ N, 0° 48′ 00″ E / 41.789911804009°N,0.800083602991359°E                                |                                            |                     | Modifica les dades a Wikidata |
|        | Torre del Ganyat            | Balaguer | masia        |                                          | 41° 45′ 52″ N, 0° 45′ 02″ E / 41.764385784681°N,0.750685286180231°E                                |                                            |                     | Modifica les dades a Wikidata |
|        | Torre del Giralt            | Balaguer | masia        |                                          | 41° 47′ 14″ N, 0° 48′ 30″ E / 41.7871326822019°N,0.808289370472546°E                               |                                            |                     | Modifica les dades a Wikidata |
|        | Torre del Jaume             | Balaguer | masia        |                                          | 41° 48′ 17″ N, 0° 49′ 14″ E / 41.8046517331126°N,0.82069208172362°E                                |                                            |                     | Modifica les dades a Wikidata |
|        | Torre del Josep Maria       | Balaguer | masia        |                                          | 41° 46′ 10″ N, 0° 47′ 50″ E / 41.7693765383178°N,0.797212656731442°E                               |                                            |                     | Modifica les dades a Wikidata |
|        | Torre del Júlio             | Balaguer | masia        |                                          | 41° 47′ 25″ N, 0° 45′ 02″ E / 41.7904098635057°N,0.750485323724533°E                               |                                            |                     | Modifica les dades a Wikidata |
|        | Torre del Llop              | Balaguer | masia        |                                          | 41° 45′ 35″ N, 0° 46′ 29″ E / 41.7596937961792°N,0.774737864381315°E                               |                                            |                     | Modifica les dades a Wikidata |
|        | Torre del Macià             | Balaguer | masia        |                                          | 41° 48′ 19″ N, 0° 48′ 45″ E / 41.8053583936388°N,0.812386583691689°E                               |                                            |                     | Modifica les dades a Wikidata |
|        | Torre del Manel             | Balaguer | masia        |                                          | 41° 46′ 30″ N, 0° 48′ 05″ E / 41.7750953287494°N,0.801432432010629°E                               |                                            |                     | Modifica les dades a Wikidata |
|        | Torre del Mangelo           | Balaguer | masia        |                                          | 41° 47′ 27″ N, 0° 47′ 52″ E / 41.7908199634306°N,0.797657695619622°E                               |                                            |                     | Modifica les dades a Wikidata |
|        | Torre del Martí             | Balaguer | masia        |                                          | 41° 46′ 53″ N, 0° 47′ 36″ E / 41.7812708139361°N,0.793303952703602°E                               |                                            |                     | Modifica les dades a Wikidata |
|        | Torre del Mata              | Balaguer | masia        |                                          | 41° 45′ 26″ N, 0° 46′ 13″ E / 41.7572116047205°N,0.770277045084134°E                               |                                            |                     | Modifica les dades a Wikidata |
|        | Torre del Mestre            | Balaguer | masia        |                                          | 41° 46′ 40″ N, 0° 47′ 46″ E / 41.7776480978891°N,0.796003034693503°E                               |                                            |                     | Modifica les dades a Wikidata |
|        | Torre del Màrio             | Balaguer | masia        |                                          | 41° 47′ 26″ N, 0° 48′ 02″ E / 41.7906851273907°N,0.800490386660237°E                               |                                            |                     | Modifica les dades a Wikidata |
|        | Torre del Novell            | Balaguer | masia        |                                          | 41° 44′ 54″ N, 0° 46′ 08″ E / 41.7483781113569°N,0.768971345246302°E                               |                                            |                     | Modifica les dades a Wikidata |
|        | Torre del Pagès             | Balaguer | masia        |                                          | 41° 47′ 37″ N, 0° 48′ 00″ E / 41.7934768615695°N,0.80000978348656°E                                |                                            |                     | Modifica les dades a Wikidata |
|        | Torre del Parosetes         | Balaguer | masia        |                                          | 41° 46′ 08″ N, 0° 47′ 22″ E / 41.7688562032351°N,0.789350643419741°E                               |                                            |                     | Modifica les dades a Wikidata |
|        | Torre del Paulino           | Balaguer | masia        |                                          | 41° 46′ 46″ N, 0° 48′ 37″ E / 41.7795774532459°N,0.810231288359119°E                               |                                            |                     | Modifica les dades a Wikidata |
|        | Torre del Pisselo           | Balaguer | masia        |                                          | 41° 47′ 40″ N, 0° 47′ 55″ E / 41.7944431571656°N,0.798737112693957°E                               |                                            |                     | Modifica les dades a Wikidata |
|        | Torre del Profitós          | Balaguer | masia        |                                          | 41° 45′ 32″ N, 0° 47′ 53″ E / 41.7587941662083°N,0.798152117919842°E                               |                                            |                     | Modifica les dades a Wikidata |
|        | Torre del Ranxet            | Balaguer | masia        |                                          | 41° 47′ 44″ N, 0° 47′ 29″ E / 41.7956802463034°N,0.791401377836518°E                               |                                            |                     | Modifica les dades a Wikidata |
|        | Torre del Riera             | Balaguer | masia        |                                          | 41° 46′ 22″ N, 0° 47′ 35″ E / 41.7727474950061°N,0.793127043612976°E                               |                                            |                     | Modifica les dades a Wikidata |
|        | Torre del Ros               | Balaguer | masia        |                                          | 41° 46′ 41″ N, 0° 48′ 16″ E / 41.7779911815142°N,0.804509923525047°E                               |                                            |                     | Modifica les dades a Wikidata |
|        | Torre del Rosso             | Balaguer | masia        |                                          | 41° 46′ 21″ N, 0° 44′ 49″ E / 41.7724473290339°N,0.747058938405474°E                               |                                            |                     | Modifica les dades a Wikidata |
|        | Torre del Sauret            | Balaguer | masia        |                                          | 41° 47′ 25″ N, 0° 47′ 52″ E / 41.790371561497°N,0.797757291175898°E                                |                                            |                     | Modifica les dades a Wikidata |
|        | Torre del Tanot Barbosa     | Balaguer | masia        |                                          | 41° 47′ 35″ N, 0° 47′ 54″ E / 41.7931941940721°N,0.798418822182141°E                               |                                            |                     | Modifica les dades a Wikidata |
|        | Torre del Tiburana          | Balaguer | masia        |                                          | 41° 48′ 29″ N, 0° 48′ 50″ E / 41.8080061493028°N,0.813801167093062°E                               |                                            |                     | Modifica les dades a Wikidata |
|        | Torre del Ticó              | Balaguer | masia        |                                          | 41° 46′ 12″ N, 0° 47′ 32″ E / 41.7699282865135°N,0.792177068273509°E                               |                                            |                     | Modifica les dades a Wikidata |
|        | Torre del Tonet de Queló    | Balaguer | masia        |                                          | 41° 47′ 41″ N, 0° 48′ 03″ E / 41.7946450325992°N,0.800812273856918°E                               |                                            |                     | Modifica les dades a Wikidata |
|        | Torre del Torres            | Balaguer | masia        |                                          | 41° 46′ 27″ N, 0° 48′ 05″ E / 41.7742389116311°N,0.801389505435853°E                               |                                            |                     | Modifica les dades a Wikidata |
|        | Torre del Ventura           | Balaguer | masia        |                                          | 41° 46′ 46″ N, 0° 48′ 30″ E / 41.7794592868237°N,0.808286083768846°E                               |                                            |                     | Modifica les dades a Wikidata |
|        | Torre del Verni             | Balaguer | masia        |                                          | 41° 46′ 01″ N, 0° 47′ 31″ E / 41.766869°N,0.792068°E 215 msnm                                      |                                            |                     | Modifica les dades a Wikidata |
|        | Torre del Xavalet           | Balaguer | masia        |                                          | 41° 48′ 23″ N, 0° 46′ 35″ E / 41.8062596001084°N,0.776316324959928°E                               |                                            |                     | Modifica les dades a Wikidata |
|        | Torre del Xeu               | Balaguer | masia        |                                          | 41° 45′ 41″ N, 0° 47′ 03″ E / 41.7614007823548°N,0.784301945563485°E                               |                                            |                     | Modifica les dades a Wikidata |
|        | Torre del Xut               | Balaguer | masia        |                                          | 41° 46′ 56″ N, 0° 47′ 25″ E / 41.782185500591°N,0.790288453125436°E                                |                                            |                     | Modifica les dades a Wikidata |
|        | Torre dels Lladres          | Balaguer | masia        |                                          | 41° 48′ 51″ N, 0° 45′ 55″ E / 41.8142229179171°N,0.765278132544127°E                               |                                            |                     | Modifica les dades a Wikidata |
|        | Torre la Ciseta             | Balaguer | masia        |                                          | 41° 46′ 01″ N, 0° 49′ 13″ E / 41.7668553798682°N,0.820372294930235°E                               |                                            |                     | Modifica les dades a Wikidata |
|        | Torre la Lireta             | Balaguer | masia        |                                          | 41° 47′ 50″ N, 0° 49′ 23″ E / 41.7972496513395°N,0.823121434348209°E                               |                                            |                     | Modifica les dades a Wikidata |
|        | Torre la Siseta             | Balaguer | masia        |                                          | 41° 46′ 01″ N, 0° 48′ 55″ E / 41.766864915674°N,0.8153490740819°E                                  |                                            |                     | Modifica les dades a Wikidata |
|        | Torres Banderado            | Balaguer | masia        |                                          | 41° 47′ 47″ N, 0° 49′ 06″ E / 41.796375301352°N,0.818336859694104°E                                |                                            |                     | Modifica les dades a Wikidata |
|        | Torres Batlle               | Balaguer | masia        |                                          | 41° 47′ 51″ N, 0° 49′ 28″ E / 41.7975987439476°N,0.824433539211371°E                               |                                            |                     | Modifica les dades a Wikidata |
|        | Torres Marginedes           | Balaguer | masia        |                                          | 41° 46′ 50″ N, 0° 49′ 19″ E / 41.780590639426°N,0.821832211050595°E                                |                                            |                     | Modifica les dades a Wikidata |
|        | Torres Teo                  | Balaguer | masia        |                                          | 41° 48′ 12″ N, 0° 49′ 35″ E / 41.8032189081626°N,0.82634977204027°E                                |                                            |                     | Modifica les dades a Wikidata |
|        | Xalet dels Quatre Vents     | Balaguer | masia        |                                          | 41° 47′ 43″ N, 0° 46′ 25″ E / 41.7951858134449°N,0.773726640630754°E                               |                                            |                     | Modifica les dades a Wikidata |
|        | la Parada                   | Balaguer | masia        |                                          | 41° 47′ 07″ N, 0° 48′ 13″ E / 41.785207681938°N,0.803698061433529°E                                |                                            |                     | Modifica les dades a Wikidata |

## molí d'aigua
| imatge | Nom                | Ubicat a | instància de | Detalls                                                  | coordenades | Protecció                                  | Commons (més fotos) | Dades a WD                    |
| ------ | ------------------ | -------- | ------------ | -------------------------------------------------------- | --- | ------------------------------------------ | ------------------- | ----------------------------- |
|        | Molí de Flix       | Balaguer | molí d'aigua | Estil: arquitectura popular Estat: enderrocat o destruït | 41° 48′ 22″ N, 0° 55′ 13″ E / 41.806085°N,0.920221°E                                                             | bé integrant del patrimoni cultural català | Molí de Flix        | Modifica les dades a Wikidata |
|        | Molí de Regany     | Balaguer | molí d'aigua |                                                          | 41° 47′ 44″ N, 0° 48′ 34″ E / 41.795450734163°N,0.809510276787099°E                                              |                                            |                     | Modifica les dades a Wikidata |
|        | Molí de l'Esquerrà | Balaguer | molí d'aigua | Estil: arquitectura popular 18th century                 | 41° 47′ 43″ N, 0° 48′ 34″ E / 41.795196°N,0.809448°E ca:Avinguda del Comte Jaume d'Urgell, 12, Balaguer 214 msnm | bé integrant del patrimoni cultural català | Molí de l'Esquerrà  | Modifica les dades a Wikidata |
|        | Molí del Capote    | Balaguer | molí d'aigua |                                                          | 41° 44′ 25″ N, 0° 45′ 07″ E / 41.7404023237714°N,0.752075996661508°E                                             |                                            |                     | Modifica les dades a Wikidata |
|        | Molí del Comte     | Balaguer | molí d'aigua | Estil: arquitectura popular 18th century                 | 41° 46′ 21″ N, 0° 48′ 42″ E / 41.7724°N,0.811534°E ca:Esquerra del Segre - Camí de Vallfogona, Balaguer 212 msnm | bé integrant del patrimoni cultural català | Molí del Comte      | Modifica les dades a Wikidata |
|        | Molí del Pena      | Balaguer | molí d'aigua |                                                          | 41° 47′ 02″ N, 0° 48′ 13″ E / 41.7839547895897°N,0.803644574707232°E                                             |                                            |                     | Modifica les dades a Wikidata |
|        | Molí del Salt      | Balaguer | molí d'aigua |                                                          | 41° 44′ 26″ N, 0° 45′ 22″ E / 41.740505534312°N,0.75611896796216°E                                               |                                            |                     | Modifica les dades a Wikidata |

## muntanya
| imatge | Nom              | Ubicat a | instància de | Detalls | coordenades                                                   | Protecció | Commons (més fotos) | Dades a WD                    |
| ------ | ---------------- | -------- | ------------ | ------- | ------------------------------------------------------------- | --------- | ------------------- | ----------------------------- |
|        | Tossal de Mormur | Balaguer | muntanya     |         | 41° 46′ 48″ N, 0° 44′ 59″ E / 41.779937°N,0.749767°E 326 msnm |           | Tossal de Mormur    | Modifica les dades a Wikidata |
|        | la Serra         | Balaguer | muntanya     |         | 41° 47′ 58″ N, 0° 47′ 54″ E / 41.7995°N,0.798222°E 299.9 msnm |           |                     | Modifica les dades a Wikidata |

## polígon industrial
| imatge | Nom                                 | Ubicat a | instància de       | Detalls | coordenades                                                          | Protecció | Commons (més fotos) | Dades a WD                    |
| ------ | ----------------------------------- | -------- | ------------------ | ------- | -------------------------------------------------------------------- | --------- | ------------------- | ----------------------------- |
|        | Polígon industrial Campllong        | Balaguer | polígon industrial |         | 41° 46′ 29″ N, 0° 49′ 04″ E / 41.7746613379872°N,0.817870072760069°E |           |                     | Modifica les dades a Wikidata |
|        | Polígon industrial Plana del Corb   | Balaguer | polígon industrial |         | 41° 47′ 07″ N, 0° 47′ 38″ E / 41.7851981971243°N,0.793806990063318°E |           |                     | Modifica les dades a Wikidata |
|        | Polígon industrial del Pla del Corb | Balaguer | polígon industrial |         | 41° 45′ 14″ N, 0° 45′ 47″ E / 41.7538933526189°N,0.763127374607631°E |           |                     | Modifica les dades a Wikidata |

## pont
| imatge | Nom                | Ubicat a            | instància de | Detalls                                               | coordenades                                                          | Protecció                                  | Commons (més fotos) | Dades a WD                    |
| ------ | ------------------ | ------------------- | ------------ | ----------------------------------------------------- | -------------------------------------------------------------------- | ------------------------------------------ | ------------------- | ----------------------------- |
|        | Pont Balaguer      | Balaguer            | pont         | Estil: arquitectura popular Travessa: Segre           | 41° 47′ 38″ N, 0° 48′ 28″ E / 41.79392°N,0.807736°E                  | bé cultural d'interès local                | Pont de Balaguer    | Modifica les dades a Wikidata |
|        | Pont Nou           | Balaguer            | pont         | Travessa: Segre                                       | 41° 47′ 23″ N, 0° 48′ 26″ E / 41.7896960499734°N,0.807167077686414°E |                                            |                     | Modifica les dades a Wikidata |
|        | Pont de Menàrguens | Menàrguens Balaguer | pont         | Estil: arquitectura popular Travessa: riu de Farfanya | 41° 44′ 16″ N, 0° 45′ 09″ E / 41.737653°N,0.752597°E                 | bé integrant del patrimoni cultural català |                     | Modifica les dades a Wikidata |

## serra
| imatge | Nom                  | Ubicat a                  | instància de | Detalls | coordenades                                                         | Protecció | Commons (més fotos) | Dades a WD                    |
| ------ | -------------------- | ------------------------- | ------------ | ------- | ------------------------------------------------------------------- | --------- | ------------------- | ----------------------------- |
|        | Serra del Remer      | Balaguer                  | serra        |         | 41° 52′ 48″ N, 0° 39′ 59″ E / 41.87990833°N,0.66651111°E 793.7 msnm |           |                     | Modifica les dades a Wikidata |
|        | serra de les Guineus | Balaguer la Sentiu de Sió | serra        |         | 41° 47′ 57″ N, 0° 54′ 09″ E / 41.79906111°N,0.90238417°E 335.5 msnm |           |                     | Modifica les dades a Wikidata |
|        | serra del Bisbe      | Balaguer                  | serra        |         | 41° 48′ 11″ N, 0° 47′ 57″ E / 41.8031°N,0.799186°E 279.3 msnm       |           |                     | Modifica les dades a Wikidata |
|        | serra del Gos        | Balaguer                  | serra        |         | 41° 46′ 57″ N, 0° 47′ 03″ E / 41.78256111°N,0.78404972°E 295.9 msnm |           |                     | Modifica les dades a Wikidata |

## sitja
| imatge | Nom                  | Ubicat a | instància de | Detalls                              | coordenades                                                            | Protecció | Commons (més fotos) | Dades a WD                    |
| ------ | -------------------- | -------- | ------------ | ------------------------------------ | ---------------------------------------------------------------------- | --------- | ------------------- | ----------------------------- |
|        | sitja de Balaguer    | Balaguer | sitja        | Estil: Tipo D 1955 Superfície: 170m² | 41° 47′ 27″ N, 0° 48′ 55″ E / 41.79083333333333°N,0.81525°E            |           | Silo de Balaguer    | Modifica les dades a Wikidata |
|        | sitja de Balaguer II | Balaguer | sitja        | Estil: Tipo B 1968 Superfície: 418m² | 41° 47′ 27″ N, 0° 48′ 54″ E / 41.79088888888889°N,0.8148611111111111°E |           |                     | Modifica les dades a Wikidata |

## vèrtex geodèsic
| imatge | Nom      | Ubicat a | instància de    | Detalls   | coordenades                                                       | Protecció | Commons (més fotos) | Dades a WD                    |
| ------ | -------- | -------- | --------------- | --------- | ----------------------------------------------------------------- | --------- | ------------------- | ----------------------------- |
|        | Balaguer | Balaguer | vèrtex geodèsic |           | 41° 47′ 30″ N, 0° 48′ 16″ E / 41.791634°N,0.804573°E 298.001 msnm |           |                     | Modifica les dades a Wikidata |
|        | Mormur   | Balaguer | vèrtex geodèsic | Alt: 1.2m | 41° 46′ 48″ N, 0° 44′ 59″ E / 41.779922°N,0.749755°E 326.37 msnm  |           |                     | Modifica les dades a Wikidata |

## Misc
| imatge | Nom                                | Ubicat a                                                                               | instància de                                   | Detalls                                                       | coordenades | Protecció                                            | Commons (més fotos)               | Dades a WD                    |
| ------ | ---------------------------------- | -------------------------------------------------------------------------------------- | ---------------------------------------------- | ------------------------------------------------------------- | --- | ---------------------------------------------------- | --------------------------------- | ----------------------------- |
|        | Balaguer                           | Balaguer                                                                               | entitat singular de població capital municipal | 17597 hab                                                     | 41° 47′ 28″ N, 0° 48′ 39″ E / 41.79117°N,0.81094°E 261 msnm                                                                           |                                                      |                                   | Modifica les dades a Wikidata |
|        | Basílica de Sant Crist de Balaguer | Balaguer                                                                               | basílica menor santuari                        | Estil: arquitectura barroca                                   | 41° 47′ 44″ N, 0° 48′ 22″ E / 41.7956°N,0.806129°E                                                                                    | bé cultural d'interès nacional                       | Sant Crist de Balaguer            | Modifica les dades a Wikidata |
|        | Escola Àngel Guimerà               | Balaguer                                                                               | edifici escolar                                | Arquitecte: Ignasi de Villalonga i Casañes Estil: noucentisme | 41° 47′ 14″ N, 0° 48′ 17″ E / 41.787166°N,0.804711°E                                                                                  |                                                      |                                   | Modifica les dades a Wikidata |
|        | Estació de Balaguer                | Balaguer                                                                               | estació de ferrocarril                         |                                                               | 41° 47′ 21″ N, 0° 48′ 53″ E / 41.7892187°N,0.8146922°E                                                                                |                                                      | Balaguer train station            | Modifica les dades a Wikidata |
|        | Fita dels Termes                   | Balaguer                                                                               | fita                                           |                                                               | 41° 49′ 36″ N, 0° 45′ 50″ E / 41.8265882897214°N,0.763884670292496°E                                                                  |                                                      |                                   | Modifica les dades a Wikidata |
|        | Nucli històric de Balaguer         | Balaguer                                                                               | centre històric                                |                                                               | 41° 47′ 27″ N, 0° 48′ 20″ E / 41.7909°N,0.80551°E                                                                                     | bé integrant del patrimoni cultural català           | Nucli històric de Balaguer        | Modifica les dades a Wikidata |
|        | Pla d'Almatà                       | Balaguer                                                                               | jaciment arqueològic                           |                                                               | 41° 47′ 47″ N, 0° 48′ 08″ E / 41.796496°N,0.802195°E 272 msnm                                                                         | bé cultural d'interès nacional                       | Pla d'Almatà                      | Modifica les dades a Wikidata |
|        | Plaça Mercadal                     | Balaguer                                                                               | plaça                                          |                                                               | 41° 47′ 23″ N, 0° 48′ 19″ E / 41.7897°N,0.805228°E                                                                                    | bé cultural d'interès local                          | Porxada plaça Mercadal (Balaguer) | Modifica les dades a Wikidata |
|        | Recinte emmurallat de Balaguer     | Balaguer                                                                               | muralla urbana                                 |                                                               | 41° 47′ 28″ N, 0° 48′ 14″ E / 41.7912°N,0.803998°E                                                                                    | bé d'interès cultural bé cultural d'interès nacional | Recinte emmurallat (Balaguer)     | Modifica les dades a Wikidata |
|        | Segre                              | Catalunya Pirineus Orientals                                                           | riu curs d'aigua riu aurífer                   | Desemboca: Ebre Llarg: 265km Conca: 22400km²                  | 42° 24′ 09″ N, 2° 06′ 30″ E / 42.4025°N,2.1084°E 41° 21′ 48″ N, 0° 18′ 16″ E / 41.3633°N,0.3044°E                                     |                                                      | Segre River                       | Modifica les dades a Wikidata |
|        | Senyoriu de Balaguer               | Balaguer                                                                               | senyoria                                       | 1418                                                          | |                                                      |                                   | Modifica les dades a Wikidata |
|        | canal auxiliar d'Urgell            | Noguera Pla d'Urgell Segrià                                                            | canal de reg                                   | Desemboca: canal d'Urgell                                     | 41° 42′ 28″ N, 0° 55′ 39″ E / 41.707651°N,0.927486°E                                                                                  |                                                      |                                   | Modifica les dades a Wikidata |
|        | canal de Balaguer                  | Camarasa Balaguer Vallfogona de Balaguer Térmens Vilanova de la Barca Alcoletge Lleida | canal                                          | Desemboca: Segre                                              | 41° 50′ 05″ N, 0° 49′ 48″ E / 41.834585°N,0.8300419444444445°E 41° 37′ 18″ N, 0° 38′ 44″ E / 41.62159111111111°N,0.6455288888888888°E |                                                      | Canal de Balaguer                 | Modifica les dades a Wikidata |
|        | casa consistorial de Balaguer      | Balaguer                                                                               | casa consistorial                              |                                                               | 41° 47′ 22″ N, 0° 48′ 17″ E / 41.7895476°N,0.8046246°E                                                                                |                                                      | Town hall of Balaguer             | Modifica les dades a Wikidata |